# Матрёшки (сериал)
«Матрёшки» (нидерл. Matroesjka's, англ. Russian Dolls: Sex Trade) — фламандский драматический телесериал о бельгийской секс-торговле. Первый сезон транслировался с 5 января по 9 марта 2005 года, второй сезон — с 11 апреля по 13 июня 2008 года.
Из-за откровенных сцен секса и насилия сериал недопустим к просмотру зрителям младше 16 лет в Нидерландах и Бельгии и зрителям до 18 лет в России.

## Сюжет
Сериал рассказывает о группе девушек из Литвы и России, которые привезены в Бельгию в качестве сексуальных рабынь. Действие «Матрёшек» начинается в Литве, где девушек отбирают и заставляют подписать контракт на греческом языке, которого они не понимают. Банда под руководством Рея Ван Мехелена перевозит девушек на Кипр, а затем и в бельгийский «Клуб 69», где они начинают работать.
Действие второго сезона происходит через три года в Таиланде, где освобожденные контрабандисты Рэй Ван Мехелен и Эдди Стофс ищут своего партнёра Яна Верпланке, скрывающегося с их деньгами.

## В ролях

### Основные герои
| Актёр               | Персонаж            | 1         | 2         |
| ------------------- | ------------------- | --------- | --------- |
| Питер Ван ден Бегин | Рэймонд Ван Мехелен | Постоянно | Период.   |
| Аксел Дазелейре     | Ян Верпланке        | Постоянно | Постоянно |
| Люк Вейнс           | Эдди Стофс          | Постоянно | Постоянно |
| Индре Ярайте        | Инеса               | Период.   | Постоянно |
| Ману Керстинг       | Дэнни Больс         | Период.   | Постоянно |
| Том Ван Дик         | Винсент Доккс       | Постоянно | Период.   |
| Евгения Брик        | Калинка             | Постоянно |           |
| Жемина Ашмонтайте   | Дарья Пастените     | Постоянно |           |
| Лукас Ван ден Эйнде | Нико Маэс           | Постоянно |           |
| Дирк ван Дийк       | Боб Селс            |           | Постоянно |
| Мария Козлова       | Света               |           | Постоянно |
| Виктория Косова     | Настя               |           | Постоянно |
| Тарине Сонгкиаттана | Тип                 |           | Постоянно |

### Второстепенные герои
| Актёр                | Персонаж               | 1       | 2       |
| -------------------- | ---------------------- | ------- | ------- |
| Верле Деджонге       | Эстер Ван де Валле     | Период. | Период. |
| Хильде Хейнен        | Лаура Кейзер           | Период. | Период. |
| Питер Тиссен         | Руди Сиренс            | Период. | Период. |
| Стани Кретс          | Клэм де Дондер         | Период. | Период. |
| Фрэнк Андербом       | Джон Доккс             | Период. | Период. |
| Марк ван Эгхем       | Марк Кампс             | Период. |         |
| Мила Липнер          | Дебора Погодина        | Период. |         |
| Зорина Танасова      | Ирина                  | Период. |         |
| Светлана Аболенкина  | Луна Леонова           | Период. |         |
| Айлика Кремер        | Ева                    | Период. |         |
| Любовь Толкалина     | Ольга Юганова          | Период. |         |
| Наталья Рева         | Инга Пряхина           | Период. |         |
| Франк Веркрюссен     | Вим Уилсон             | Период. |         |
| Жан ван Луверен      | Питер Джонс            | Период  |         |
| Вим Опбраук          | Майк Симонс            | Появл.  |         |
| Вильма Раубайте      | Кассандра Варнелите    | Появл.  |         |
| Вик де Уоктер        | Реми, главный редактор | Появл.  |         |
| Гарри Аничкин        | Максим Морозов         |         | Период. |
| Люк Калс             | Пол ван Оз             |         | Период. |
| Коен ван Импе        | Карло Дюбуа            |         | Период. |
| Бруно Ванден Бруке   | Тони Грувен            |         | Период. |
| Воутер Брюнель       | Джино Смитс            |         | Период. |
| Анастасия Задорожная | Алёна Рева             |         | Период. |
| Юлия Мельникова      | Яна                    |         | Период. |
| Чалита Чаисаенг      | Пэт                    |         | Период. |
| Фрэнк Харпер         | Том Галлахер           |         | Период. |
| Хагги Ливер          | Энди Галлахер          |         | Период. |
| Летишиа Владеску     | Анция                  |         | Появл.  |
| Сахаяк Бунтханакит   | Анек                   |         | Появл.  |

## Список эпизодов
| № общий | № в сезоне | Название        | Режиссёр                | Автор сценария          | Дата премьеры    |
| ------- | ---------- | --------------- | ----------------------- | ----------------------- | ---------------- |
| 1       | 1          | «Aflevering 1»  | Марк Пунт и Гай Гуссенс | Марк Пунт и Гай Гуссенс | январь 5, 2005   |
| 2       | 2          | «Aflevering 2»  | Марк Пунт и Гай Гуссенс | Марк Пунт и Гай Гуссенс | январь 12, 2005  |
| 3       | 3          | «Aflevering 3»  | Марк Пунт и Гай Гуссенс | Марк Пунт и Гай Гуссенс | январь 18, 2005  |
| 4       | 4          | «Aflevering 4»  | Марк Пунт и Гай Гуссенс | Марк Пунт и Гай Гуссенс | январь 26, 2005  |
| 5       | 5          | «Aflevering 5»  | Марк Пунт и Гай Гуссенс | Марк Пунт и Гай Гуссенс | февраль 2, 2005  |
| 6       | 6          | «Aflevering 6»  | Марк Пунт и Гай Гуссенс | Марк Пунт и Гай Гуссенс | февраль 9, 2005  |
| 7       | 7          | «Aflevering 7»  | Марк Пунт и Гай Гуссенс | Марк Пунт и Гай Гуссенс | февраль 16, 2005 |
| 8       | 8          | «Aflevering 8»  | Марк Пунт и Гай Гуссенс | Марк Пунт и Гай Гуссенс | февраль 23, 2005 |
| 9       | 9          | «Aflevering 9»  | Марк Пунт и Гай Гуссенс | Марк Пунт и Гай Гуссенс | март 2, 2005     |
| 10      | 10         | «Aflevering 10» | Марк Пунт и Гай Гуссенс | Марк Пунт и Гай Гуссенс | март 9, 2005     |

| № общий | № в сезоне | Название        | Режиссёр                | Автор сценария          | Дата премьеры   |
| ------- | ---------- | --------------- | ----------------------- | ----------------------- | --------------- |
| 11      | 1          | «Aflevering 1»  | Марк Пунт и Гай Гуссенс | Марк Пунт и Гай Гуссенс | апрель 11, 2008 |
| 12      | 2          | «Aflevering 2»  | Марк Пунт и Гай Гуссенс | Марк Пунт и Гай Гуссенс | апрель 18, 2008 |
| 13      | 3          | «Aflevering 3»  | Марк Пунт и Гай Гуссенс | Марк Пунт и Гай Гуссенс | апрель 25, 2008 |
| 14      | 4          | «Aflevering 4»  | Марк Пунт и Гай Гуссенс | Марк Пунт и Гай Гуссенс | май 2, 2008     |
| 15      | 5          | «Aflevering 5»  | Марк Пунт и Гай Гуссенс | Марк Пунт и Гай Гуссенс | май 9, 2008     |
| 16      | 6          | «Aflevering 6»  | Марк Пунт и Гай Гуссенс | Марк Пунт и Гай Гуссенс | май 16, 2008    |
| 17      | 7          | «Aflevering 7»  | Марк Пунт и Гай Гуссенс | Марк Пунт и Гай Гуссенс | май 23, 2008    |
| 18      | 8          | «Aflevering 8»  | Марк Пунт и Гай Гуссенс | Марк Пунт и Гай Гуссенс | май 30, 2008    |
| 19      | 9          | «Aflevering 9»  | Марк Пунт и Гай Гуссенс | Марк Пунт и Гай Гуссенс | июнь 6, 2008    |
| 20      | 10         | «Aflevering 10» | Марк Пунт и Гай Гуссенс | Марк Пунт и Гай Гуссенс | июнь 13, 2008   |

## Производство и трансляция
Съёмки сериала спонсировал Фламандский аудиовизуальный фонд. Британский композитор Дэвид Джулиан предоставил музыку к сериалу. Музыкальная тема — «Post-Modern Sleaze» британской группы Sneaker Pimps.
Хотя сериал и берёт за основу проблематику секс-торговли, он не является документальным фильмом или агитацией с целью критики данного явления, а скорее является просто развлекательным сериалом. При этом, режиссер Марк Пунт указывает, что было бы неплохо, если бы с помощью сериала люди узнали об этих проблемах. Сериал может использоваться для предупреждения женщин из бывшего восточного блока о практике секс-торговли.
Во втором же сезоне рассматривается не только трафик восточноевропейских девушек на европейском континенте, но и торговля молодыми азиатскими девушками, ввозимыми в Европу для проституции, надеющимся на оказание финансовой помощи своим семьям. Таким образом, сериал показывает глобальный характер проблемы торговли людьми в мире — одного из самых доходных бизнесов в настоящее время, и освещает проблему торговли людьми в Южной Азии, в основном в Таиланде.
Программа впервые транслировалась на бельгийских каналах Canal+ (теперь известном как «Prime»), VTM и MTV. После десяти серий, «Матрёшки» собрали более 1,1 миллиона зрителей. Другие страны также стали транслировать сериал, включая Россию на РенТВ. Позже между VTM, Independent Productions и несколькими зарубежными коммерческими телекомпаниями было заключено соглашение о создании второго сезона.